# Часовня великомученицы Варвары
Часо́вня великому́ченицы Варва́ры — деревянная часовня в упразднённой деревне Часовенской в Медвежьегорском районе Республики Карелия, памятник архитектуры, объект культурного наследия России федерального значения, утраченный в результате пожара 25 ноября 2012 года.
Часовня датировалась второй половиной XVIII века и относилась к клетскому типу малых деревянных храмов Заонежья, сохранившихся в настоящее время лишь в нескольких деревнях.

## Описание
Часовня была построена за деревней в сосновой кладбищенской роще, которая была обнесена оградой из валунов. Часовня относилась к Кажемскому приходу Повенецкого благочинного округа. В ограде к западу от часовни имелись ворота с двускатной крышей на резных столбах, но в середине XX века ворота были утрачены. Часовня состояла из высокой клети молельного помещения, более низких сеней и крыльца. Все помещения вместе с утраченными воротами представляли собой ступенчатую композицию, вписанную в наклонный рельеф.
Варваринская часовня считалась одной из наиболее ранних Заонежских часовен, построенных на каменном фундаменте, представляющем собой ряд камней. Она имела единый окладной венец (нижний ряд брёвен). Окладные брёвна не отличались от прочих брёвен сруба ни диаметром, ни длиной, ни глубиной чаши. Молитвенное помещение продольно-прямоугольное в плане, разница между шириной и длиной помещения была примерно равна толщине бревна. Помещение было крыто двускатной крышей. В конёк крыши над западной частью молельного помещения врезана в более позднее время (вероятно, в 1913 году) луковичная главка с крестом русского типа (три поперечных перекладины, верхняя короче средней, нижняя — в наклонном положении). Продольные стены молитвенного помещения имели повалы. Изнутри стены были частично отёсаны. Неотёсанными оставались два-три самых нижних венца у пола и три-четыре самых верхних. Плоский потолок молитвенного помещения устроили позднее (во втором строительном периоде). Роспись представляла собой имитацию круглого 16-секторного купола с замковым кольцом (деталь потолка, так называемого «неба», характерного для северного деревянного зодчества, — центральная часть, в которую упираются балки-тябла). По стилю росписи относилась к первой половине XIX века. Живопись потолка принадлежала кисти того же мастера, который написал также иконы иконостаса Есинской часовни Яндомозерского прихода, первоначальные иконы в иконостасе Марковщинской часовни этого же прихода и Трутневской часовни Типиницкого прихода. Притвор (сени) по ширине был равен молитвенному помещению, но ниже его и в плане поперечно-прямоугольный, с продольно-двускатной крышей.
Двухвсходное крыльцо с одномаршевыми лестницами было расположено на западном фасаде часовни по её центральной оси, срублено из окантованных брёвен (обтёсанных с нескольких сторон). Кровельные скаты над лестницами опирались на столбики и формировали единую двускатную крышу. Кровля крыльца была ниже кровли основного объёма. Столбики крыльца ренессансного типа (в горизонтальном сечении близки к квадрату) обновили в XIX веке с сохранением формы предшествующих, выполненных единовременно с сооружением крыльца. Резьба столбов состояла из двух кувшинообразных элементов, разделённых прямоугольной вставкой. Вставка была украшена по контуру мелкой треугольной порезкой. По нижней грани оголовков столбов был выполнен аналогичный рисунок. Перила крыльца глухие, их обновили в XIX веке, но повторяя первоначальную форму середины XVIII века. На перилах верхней площадки крыльца доски были уложены горизонтально, а вдоль лестницы наклонно, параллельно лестничной тетиве. Между столбами крыльца имелся подзор с зубчатым контуром.
Дверные проёмы вертикально-прямоугольной формы. Нижние и верхние концы косяков были стёсаны «в ус». Снаружи концы притолоки выступали за боковые грани косяков. Уникальным являлось решётчатое дверное полотно между сенями и молельным помещением, устроенное во второй половине XVIII века. Дверь была заполнена ажурным украшением: 60 круглых отверстий, каждое окружено четырьмя меньшими квадратными отверстиями, а внутрь каждого круга выступали четыре рельефных полуцилиндра. При установке двери проём удлинили книзу.
Особенностью постройки также являлось небольшое трёхкосящатое окно на южной стороне сеней шириной 35 см с гребнем и заплечиками. Верхние и нижние концы косяков были стёсаны «в ус». В подоконном бревне был вырублен выступ, повторяющий форму притолоки. Часто наружный контур косяков в таких окнах был протёсан на овал, этот приём немного расширял окно и делал его выразительнее. Такой характерный и отличительный приём строительства был распространён в конце XVI—XVII веков при постройке древних деревянных церквей.

## История
Часовня строилась в несколько этапов. Первоначальная постройка 1750 года состояла из двух помещений: молельной комнаты и сеней. Во второй половине XVIII века к сеням было пристроено парадное крыльцо. К этому же времени относится резное полотно двери между сенями и молельной комнатой. В первой половине XIX века в часовне был устроен подвесной потолок — плоское «небо». В конце XIX века часовня была обшита снаружи тёсом, а молельня также изнутри.
В 1968 году экспедиция Карельского музея изобразительных искусств вывезла из часовни 12 икон. Сейчас они хранятся в запасниках музея:
- «Богоматерь. Знамение» (XVI век),
- «Вознесение» (XVI—XVII века),
- «Варвара Великомученица» (XVII век),
- «Параскева Пятница» (XVII век),
- «Власий» (XVII век),
- «Архангел Михаил» (XVII век),
- а также иконы-клинья «неба» (конец XVIII века).

В 1974 году часовня была поставлена на охрану как памятник архитектуры федерального значения.
В 2007 году проводилась реставрация часовни. 25 ноября 2012 года часовня сгорела по невыясненной причине (предполагается поджог). Деревянные конструкции и элементы памятника полностью утрачены. Фундамент значительно повреждён. Огнём были опалены несколько ближайших деревьев кладбищенской рощи. В 2014 году выполнена государственная экспертиза, рекомендующая воссоздание памятника.
- Вид на часовню с юго-запада в 2003 году
- Один из резных столбов крыльца
- Крыша часовни
- Дверь молельного помещения
- Фрагмент «неба» (в запасниках музея)